# Matteo Viola
Matteo Viola es un tenista profesional italiano nacido el 7 de julio de 1987 en la ciudad de Mestre, Venecia. 

## Biografía
Habla italiano e inglés. Sus apodos son “Teo” y “Matte”. Comenzó a jugar tenis a los seis años de edad con su familia. Sus padres son Patrizio y Patrizia; su hermana, Lisa. Su superficie favorita son las pistas duras y su tiro favorito el revés. Su torneo favorito es el Campeonato de Wimbledon y el Masters de Roma y sus ídolos de niño fueron Andre Agassi y Roger Federer. Sus hobbies incluyen el fútbol (le habría gustado ser futbolista si no se hubiera dedicado al tenis) y la música. Es aficionado del Juventus football club.

## Carrera
Su mejor ranking individual es el n.º 118 alcanzado el 18 de marzo de 2013, mientras que en dobles logró la posición 171el 24 de septiembre de 2012.
Ha logrado hasta el momento 4 títulos de la categoría ATP Challenger Tour, dos de ellos fueron en la modalidad de individuales y los otros dos en dobles.
En el año 2011 ganó el Challenger de Guayaquil, torneo disputado en pistas de tierra batida, batiendo en la final al argentino Guido Pella por 6–4, 6–1. En el año 2012, ganó su segundo título al obtener el Challenger de Yokohama en tierras niponas derrotando en la final al bosnio Mirza Bašić por 7–6(3), 6–3.
También ganó en la modalidad de dobles el Challenger de Casablanca, en Marruecos junto al italiano Walter Trusendi y el Challenger de Santos en  Brasil junto al eslovaco Pavol Červenák como compañero de dupla.

## Títulos; 2 (2 + 2)
| Leyenda                        | Individuales | Dobles |
| ------------------------------ | ------------ | ------ |
| Grand Slam (tenis)\|Grand Slam | 0            | 0      |
| ATP World Tour Finals          | 0            | 0      |
| ATP World Tour Masters 1000    | 0            | 0      |
| ATP World Tour 500 Series      | 0            | 0      |
| ATP World Tour 250 Series      | 0            | 0      |
| ATP Challenger Series          | 2            | 2      |

### Individuales
| N.º | Fecha      | Torneo                  | Superficie | Rival en la final | Resultado |
| --- | ---------- | ----------------------- | ---------- | ----------------- | --------- |
| 1.  | 27.11.2011 | Challenger de Guayaquil | Tierra     | Guido Pella       | 6–4, 6–1  |
| 2.  | 18.11.2012 | Challenger de Yokohama  | Dura       | Mirza Bašić       | 7–63, 6–3 |

### Dobles
| N.º | Fecha      | Torneo                   | Superficie | Pareja          | Rival en la final                 | Resultado       |
| --- | ---------- | ------------------------ | ---------- | --------------- | --------------------------------- | --------------- |
| 1.  | 02.03.2012 | Challenger de Casablanca | Tierra     | Walter Trusendi | Yevgueni Donskói Andréi Kuznetsov | 1–6, 7–65, 10–3 |
| 2.  | 20.04.2013 | Challenger de Santos     | Tierra     | Pavol Červenák  | Guilherme Clezar Gastão Elias     | 6–2, 4–6, 10–6  |